# 洛麗·查韋斯-德雷默
洛麗·米歇尔·查韦斯-德雷默 （英語：Lori Michelle Chavez-DeRemer，1968年4月7日—）是一名美国共和黨政治人物，現任美國勞工部長。她曾2023年至2025年間担任俄勒冈州第5国会选区的美国众议员。
她是第一位代表俄勒冈州进入众议院的共和党女性。此外，她是首批当选俄勒冈州美国国会议员的两位拉丁裔美国女性之一（另一名为安德里亚·萨利纳斯）。查韦斯-德雷默在众议院任职一届，但于2024年被民主党候選人珍妮尔·拜纳姆击败。

## 教育
查韦斯-德雷默毕业于加利福尼亚州金斯县的汉福德高中。她获得了加州州立大學弗雷斯諾分校的工商管理学士学位。 

## 早期政治生涯
2004年，查韦斯-德雷默当选为俄勒冈州哈皮瓦利市议员。她于2010年当选哈皮瓦利市长并于2014年連任，她担任市长至2018年。
2016年，在现任议员谢米亚·费根选择不再竞选俄勒冈州第51众议院席位后，查韦斯-德雷默申请以共和党身份参选，并在初选中获胜。2016年11月俄勒冈州州众议院选举中，她以564票之差输给了餐馆老板珍妮尔·拜纳姆。2018年3月，查韦斯-德雷默宣布她有意再次竞选第51众议院选区议员。她再次输给了珍妮尔·拜纳姆，差票数为2,223票。
2017年6月，查韦斯-德雷默组建了一个政治行动委员会探讨竞选2018年俄勒岡州州長選舉。2017年10月，她在YouTube影片中宣布不会竞选州长。

## 聯邦众议员
查韦斯-德雷默赢得了2022年5月俄勒冈州第5国会选区的共和党初选。该选区曾由温和派民主党人庫爾特·史瑞德代表七届。查韦斯-德雷默在2022年美國中期選舉中击败了民主党候選人麦克劳德-斯金纳。
查維斯-德雷默是支持《保護組織權法案》（PRO法案）的三名國會共和黨人之一，並得到國際卡車司機兄弟會主席肖恩·奧布萊恩的支持擔任勞工部長一職。
她是眾議院農業委員會、众议院教育和劳动力委员会和眾議院交通與基礎設施委員會的成員。

## 美國勞工部長
2024年11月22日，美國當選總統當勞·特朗普宣佈提名查韦斯-德雷默在第二次特朗普內閣中擔任美国劳工部长。 2025年3月10日，參議院以67票對32票確認了查韦斯-德雷默。

## 个人生活
查韦斯-德雷默的丈夫是麻醉师Shawn DeRemer。他们有两个孩子，住在哈皮瓦利。 